# Нанда (династия)

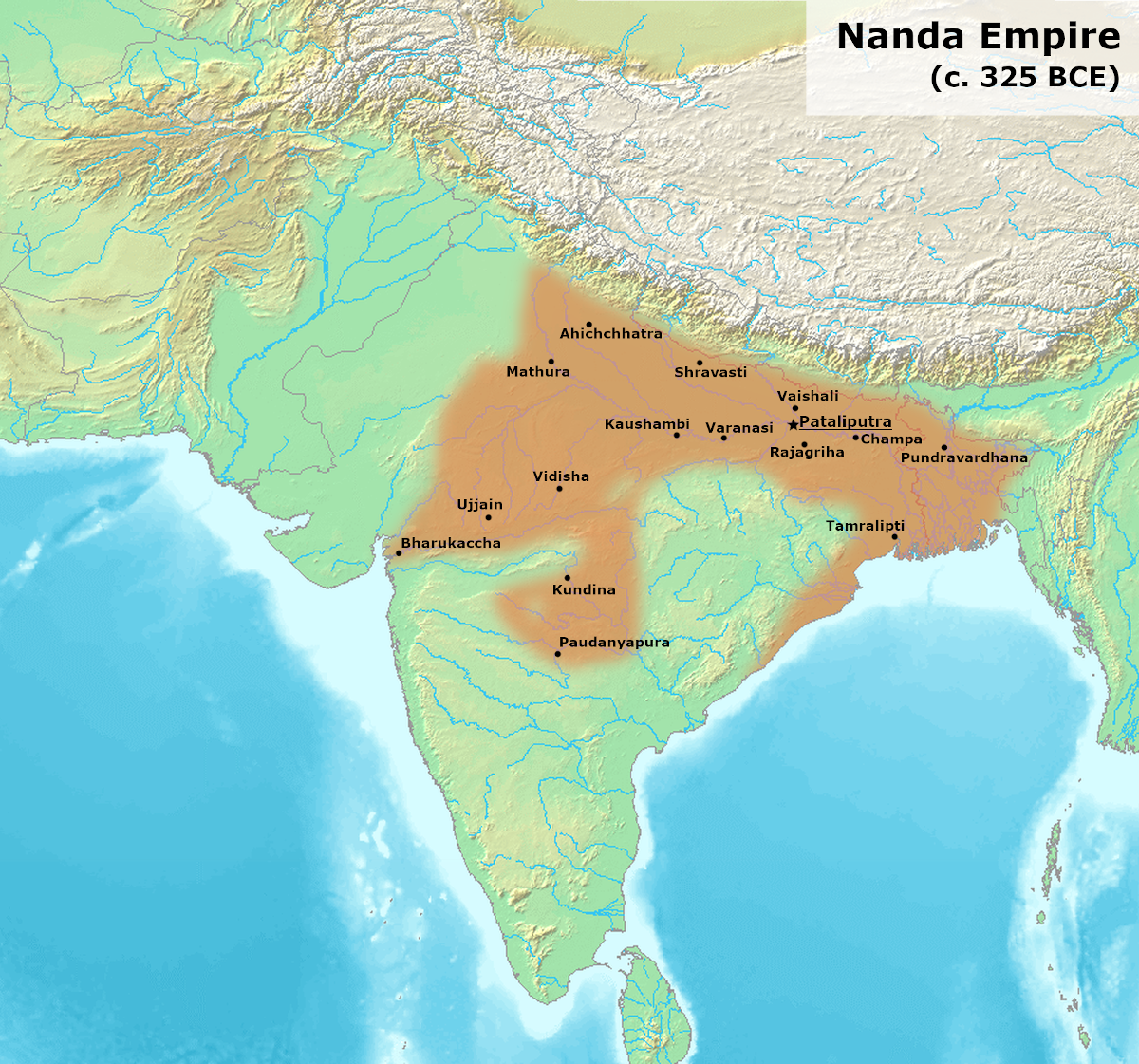
Государство Нанда в период расцвета

Империя Нанда — государство в Индии (Магадха), которым правила династия незаконного сына царя Маханандина предыдущей династии Шайшунага.

## История
Первый правитель династии Махападма Нанда был низкого происхождения из прислужников (шудр), и, возможно, вообще иностранец. По одним источникам царь Махападма был шудрой, по другим — сын цирюльника и куртизанки. Нанда — первая династия в Индии, цари которой не принадлежали к роду кшатриев. Махападма Нанда был противником и разрушителем родов кшатриев, он победил многочисленных царей и расширил свою территорию до юга Декана. Махападма Нанда умер в возрасте 88 лет, а вся династия правила около 100 лет. Последний царь — Дхана Нанда.
Династия Нанда — первые индийские цари, которые построили империю. Они получили большое царство Магадха и пожелали его расширить как можно больше. Они набрали армию из 20 000 всадников, 200 000 пеших воинов, 2000 колесниц и 3000 слонов. Но Нанда не смогли использовать эту армию против греков, так как Александр Македонский во времена Дхана Нанда остановился в Пенджабе. Империя Нанда имела хорошо организованную администрацию, службу сбора налогов, продвинутую для того времени инфраструктуру, строили каналы, проводили орошение.
Свергнуть империю смог царь Чандрагупта в 321 до н. э., ставший основателем новой династии Маурьев. О войне Маурьев против Нанда рассказывает Плутарх.

## Список царей Нанда
- Махападма Нанда около (424 до н. э. — ?[4])
- Уграсена (античн. Аргамес), сын Махападмы Нанды, современник похода Александра Македонского в Индию.
- Пандхука, сын Махападмы Нанды
- Пангхупати, сын Махападмы Нанды
- Бхутапала, сын Махападмы Нанды
- Раштрапала, сын Махападмы Нанды
- Говишанака, сын Махападмы Нанды
- Дашасидкхака, сын Махападмы Нанды
- Вайварта, сын Махападмы Нанды
- Дхана Нанда[англ.], сын Махападмы Нанды (? — ок. 321 до н. э.)